# María del Pilar Calvo
Maria del Pilar Calvo y de la Torre (ur. 25 listopada 1913 w Meksyku) – meksykańska malarka, twórczyni murali.

## Życiorys
Córka José M. Calvo i Esther de la Torre. Malowała już w wieku sześciu lat. Uczyła się w Conservatorio Nacional, na Narodowym Uniwersytecie Autonomicznym Meksyku oraz w szkole federalnej w Minneapolis w Stanach Zjednoczonych. Studiowała malarstwo u Germána Gedoviusa. Nauczała malarstwa olejnego w prywatnej akademii od 1937 roku. Pozostawała niezamężna. 

## Twórczość
Tworzyła m.in. murale, akwarele i portrety. Wystawiała swoje prace w Nowym Jorku (1941), mieście Meksyk (1944). Mieszkała przy 2a Calle de Lucerna 32 w Meksyku. 